# Uromi
Uromi is een stad in Nigeria in de staat Edo. Het is de hoofdplaats van de Local Government Area (LGA) Esan North East. De LGA had in 2006 een bevolking van 121.989 en in 2016 naar schatting een bevolking van 159.800, en dit op een oppervlakte van 338 km².
De stad ligt in het traditionele gebied Esanland en heeft een koning.

## Religie
Uromi is de zetel van een rooms-katholiek bisdom.